# Дієго Годін
Діє́го Робе́рто Годі́н Леа́ль (ісп. Diego Roberto Godín Leal; нар. 16 лютого 1986, Росаріо, Колонія, Уругвай) — уругвайський футболіст, центральний захисник бразильського «Атлетіку Мінейру» і збірної Уругваю. Капітан національної команди, а також рекордсмен за кількістю офіційних матчів у її складі.

## Клубна кар'єра

### «Серро»
У дорослому футболі дебютував 2003 року виступами за «Серро», в якому провів три сезони, взявши участь у 63 матчах чемпіонату. Більшість часу, проведеного у складі «Серро», був основним гравцем захисту команди.

### «Насьйональ»
Протягом сезону 2006–07 років захищав кольори «Насьйоналя». За клуб Дієго зіграв 26 матчів. Але вирішив продовжити кар'єру в Європі.

### «Вільярреал»
Своєю грою за останню команду привернув увагу представників тренерського штабу клубу «Вільярреал», до складу якого приєднався в серпні 2007 року. Відіграв за вільярреальський клуб наступні три сезони своєї ігрової кар'єри. Граючи у складі «Вільярреала» також здебільшого виходив на поле в основному складі команди.

### «Атлетіко»
До складу клубу «Атлетіко» приєднався 4 серпня 2010 року і дебютував за «матрацників» у виграному Суперкубку УЄФА проти італійського «Інтернаціонале» (2-0). З того часу Годін став основним захисником мадридців на наступне десятиріччя. Двічі вигравав з командою Лігу Європи — в сезонах 2011/12 і 2017/18, а також ще один раз Суперкубок УЄФА. Загалом за дев'ять років, проведених в Мадриді, взяв участь у 389 іграх за «Атлетіко» в усіх турнірах.

### Виступи в Італії
Влітку 2019 року, після завершення чергового контракту з «Атлетіко», залишив команду і на правах вільного агента уклав трирічну угоду з міланським «Інтернаціонале».
Протягом сезону 2019/20 взяв участь у 36 матчах за «Інтер», включаючи 23 гри Серії A, і допоміг команді здобути «срібло» національної першості, набравши лише одним турнірним балом менше за чемпіонів, «Ювентус».
24 вересня 2020 року уругвайський захисник перейшов до «Кальярі», який також запропонував ветерану трирічну угоду.

## Виступи за збірну
26 жовтня 2005 року дебютував в офіційних матчах у складі національної збірної Уругваю в товариській грі проти збірної Мексики.
У складі збірної був учасником розіграшу Кубка Америки 2007 року у Венесуелі, чемпіонату світу 2010 року у ПАР та розіграшу Кубка Америки 2011 року в Аргентині, здобувши того року титул континентального чемпіона, розіграшу Кубка конфедерацій 2013 року і чемпіонату світу 2014 року в Бразилії, розіграшу Кубка Америки 2015 року у Чилі, а також розіграшу Кубка Америки 2016 року у США.
У червні 2014 року, по ходу тогорічного чемпіонату світу, уперше вивів збірну Уругваю на поле з капітанською пов'язкою, після турніру кар'єру у збірній завершив Дієго Лугано і Годін став її капітаном на постійній основі. У червні 2016 року провів свою соту гру у формі національної команди.
2 червня 2018 року був очікувано включений до заявки збірної Уругваю, для участі у своїй загалом третій світовій першості, і першій як капітана команди, — чемпіонаті світу 2018 року в Росії, на якій взяв участь у всіх п'яти іграх уругвайців, які вибули з боротьби на стадії чвертьфіналів.
Наступного року був основним гравцем і капітаном збірної на Кубку Америки 2019, де Уругвай також не подолав чвертьфінальну стадію.

## Статистика виступів

### Статистика клубних виступів
Станом на 24 вересня 2020 року
| Сезон                  | Команда                | Чемпіонат              | Чемпіонат | Чемпіонат | Національний кубок | Національний кубок | Національний кубок | Континентальні кубки | Континентальні кубки | Континентальні кубки | Інші змагання | Інші змагання | Інші змагання | Усього | Усього |
| Сезон                  | Команда                | Ліга                   | Ігор      | Голів     | Ліга               | Ігор               | Голів              | Ліга                 | Ігор                 | Голів                | Ліга          | Ігор          | Голів         | Ігор   | Голів  |
| ---------------------- | ---------------------- | ---------------------- | --------- | --------- | ------------------ | ------------------ | ------------------ | -------------------- | -------------------- | -------------------- | ------------- | ------------- | ------------- | ------ | ------ |
| січ.-черв. 2003        | «Серро»                | ПД                     | 1         | 0         | -                  | -                  | -                  | -                    | -                    | -                    | -             | -             | -             | 1      | 0      |
| 2003–04                | «Серро»                | ПД                     | 8         | 0         | -                  | -                  | -                  | -                    | -                    | -                    | -             | -             | -             | 8      | 0      |
| 2004–05                | «Серро»                | ПД                     | 17        | 1         | -                  | -                  | -                  | -                    | -                    | -                    | -             | -             | -             | 17     | 1      |
| 2005–06                | «Серро»                | ПД                     | 30        | 5         | ЛУ                 | 4                  | 0                  | -                    | -                    | -                    | -             | -             | -             | 32     | 5      |
| Усього за «Серро»      | Усього за «Серро»      | Усього за «Серро»      | 56        | 6         |                    |                    |                    |                      |                      |                      |               |               |               | 60     | 6      |
| 2006–07                | «Насьйональ»           | ПД                     | 26        | 0         | ЛУ                 | 0                  | 0                  | ЛЧ+ПК                | 20                   | 2                    | -             | -             | -             | 46     | 2      |
| 2007–08                | «Вільярреал»           | ПД                     | 24        | 1         | КІ                 | 3                  | 0                  | КУЄФА                | 7                    | 0                    | -             | -             | -             | 34     | 1      |
| 2008–09                | «Вільярреал»           | ПД                     | 31        | 0         | КІ                 | 0                  | 0                  | ЛЧ                   | 7                    | 0                    | -             | -             | -             | 38     | 0      |
| 2009–10                | «Вільярреал»           | ПД                     | 36        | 3         | КІ                 | 2                  | 0                  | ЛЄ                   | 6                    | 0                    | -             | -             | -             | 44     | 3      |
| Усього за «Вільярреал» | Усього за «Вільярреал» | Усього за «Вільярреал» | 91        | 4         |                    | 5                  | 0                  |                      | 20                   | 0                    |               | -             | -             | 116    | 4      |
| 2010–11                | «Атлетіко»             | ПД                     | 25        | 0         | КІ                 | 1                  | 1                  | ЛЄ                   | 3                    | 1                    | СУ            | 1             | 0             | 30     | 2      |
| 2011–12                | «Атлетіко»             | ПД                     | 27        | 2         | КІ                 | 1                  | 0                  | ЛЄ                   | 13                   | 1                    | -             | -             | -             | 41     | 3      |
| 2012–13                | «Атлетіко»             | ПД                     | 35        | 1         | КІ                 | 5                  | 0                  | ЛЄ                   | 1                    | 0                    | СУ            | 1             | 0             | 42     | 1      |
| 2013–14                | «Атлетіко»             | ПД                     | 34        | 4         | КІ                 | 5                  | 2                  | ЛЧ                   | 10                   | 2                    | СІ            | 2             | 0             | 51     | 8      |
| 2014–15                | «Атлетіко»             | ПД                     | 34        | 3         | КІ                 | 3                  | 0                  | ЛЧ                   | 9                    | 1                    | СІ            | 2             | 0             | 48     | 4      |
| 2015–16                | «Атлетіко»             | ПД                     | 31        | 1         | КІ                 | 3                  | 0                  | ЛЧ                   | 12                   | 0                    | -             | -             | -             | 46     | 1      |
| 2016–17                | «Атлетіко»             | ПД                     | 31        | 3         | КІ                 | 5                  | 0                  | ЛЧ                   | 11                   | 0                    | -             | -             | -             | 47     | 3      |
| 2017–18                | «Атлетіко»             | ПД                     | 30        | 0         | КІ                 | 3                  | 1                  | ЛЧ + ЛЄ              | 4+8                  | 0+0                  | -             | -             | -             | 45     | 1      |
| 2018–19                | «Атлетіко»             | ПД                     | 30        | 3         | КІ                 | 2                  | 0                  | ЛЧ                   | 6                    | 1                    | СУ            | 1             | 0             | 39     | 4      |
| Усього за «Атлетіко»   | Усього за «Атлетіко»   | Усього за «Атлетіко»   | 277       | 17        |                    | 29                 | 4                  |                      | 76                   | 6                    |               | 7             | 0             | 389    | 27     |
| 2019–20                | «Інтернаціонале»       | A                      | 23        | 1         | КІ                 | 2                  | 0                  | ЛЧ+ЛЄ                | 5+6                  | 0+1                  | -             | -             | -             | 36     | 2      |
| 2020–21                | «Кальярі»              | A                      | 0         | 0         | КІ                 | 0                  | 0                  | -                    | -                    | -                    | -             | -             | -             | 0      | 0      |
| Усього за кар'єру      | Усього за кар'єру      | Усього за кар'єру      | 473       | 28        |                    | 39                 | 4                  |                      | 128                  | 9                    |               | 7             | 0             | 647    | 41     |

### Статистика виступів за збірну
Станом на 24 вересня 2020 року
| Дата       | Місто                       | Господарі            | Результат               | Гості             | Турнір                          | Голи | Примітки   |
| ---------- | --------------------------- | -------------------- | ----------------------- | ----------------- | ------------------------------- | ---- | ---------- |
| 27-10-2005 | Гвадалахара                 | Мексика              | 3 – 1                   | Уругвай           | товариський матч                | -    |            |
| 1-3-2006   | Ліверпуль                   | Англія               | 2 – 1                   | Уругвай           | товариський матч                | -    |            |
| 21-5-2006  | Іст-Ратерфорд               | Уругвай              | 1 – 0                   | Північна Ірландія | товариський матч                | -    |            |
| 23-5-2006  | Лос-Анджелес                | Уругвай              | 2 – 0                   | Румунія           | товариський матч                | -    | 34'        |
| 27-5-2006  | Белград                     | Сербія та Чорногорія | 1 – 1                   | Уругвай           | товариський матч                | 1    |            |
| 30-5-2006  | Радес                       | Лівія                | 1 – 2                   | Уругвай           | товариський матч                | -    |            |
| 2-6-2006   | Радес                       | Туніс                | 0 – 0                   | Уругвай           | товариський матч                | -    |            |
| 16-8-2006  | Александрія                 | Єгипет               | 0 – 2                   | Уругвай           | товариський матч                | 1    |            |
| 18-10-2006 | Монтевідео                  | Уругвай              | 4 – 0                   | Венесуела         | товариський матч                | 1    | 16'        |
| 15-11-2006 | Тбілісі                     | Грузія               | 2 – 0                   | Уругвай           | товариський матч                | -    |            |
| 7-2-2007   | Кукута                      | Колумбія             | 1 – 3                   | Уругвай           | товариський матч                | -    |            |
| 26-6-2007  | Мерида                      | Уругвай              | 0 – 3                   | Перу              | Копа Америка 2007 - 1-й етап    | -    |            |
| 30-6-2007  | Сан-Кристобаль              | Уругвай              | 1 – 0                   | Болівія           | Копа Америка 2007 - 1-й етап    | -    | 89'        |
| 7-7-2007   | Сан-Кристобаль              | Венесуела            | 1 – 4                   | Уругвай           | Копа Америка 2007 - чвертьфінал | -    | 89'        |
| 12-9-2007  | Йоганнесбург                | ПАР                  | 0 – 0                   | Уругвай           | товариський матч                | -    |            |
| 13-10-2007 | Монтевідео                  | Уругвай              | 5 – 0                   | Болівія           | Відбір до ЧС 2010               | -    |            |
| 17-10-2007 | Асунсьйон                   | Парагвай             | 1 – 0                   | Уругвай           | Відбір до ЧС 2010               | -    |            |
| 18-11-2007 | Монтевідео                  | Уругвай              | 2 – 2                   | Чилі              | Відбір до ЧС 2010               | -    |            |
| 21-11-2007 | Сан-Паулу                   | Бразилія             | 2 – 1                   | Уругвай           | Відбір до ЧС 2010               | -    |            |
| 6-2-2008   | Монтевідео                  | Уругвай              | 2 – 2                   | Колумбія          | товариський матч                | -    |            |
| 25-5-2008  | Бохум                       | Туреччина            | 2 – 3                   | Уругвай           | товариський матч                | -    |            |
| 28-5-2008  | Осло                        | Норвегія             | 2 – 2                   | Уругвай           | товариський матч                | -    |            |
| 14-6-2008  | Монтевідео                  | Уругвай              | 1 – 1                   | Венесуела         | Відбір до ЧС 2010               | -    |            |
| 17-6-2008  | Монтевідео                  | Уругвай              | 6 – 0                   | Перу              | Відбір до ЧС 2010               | -    | 16'        |
| 6-9-2008   | Богота                      | Колумбія             | 0 – 1                   | Уругвай           | Відбір до ЧС 2010               | -    |            |
| 10-9-2008  | Монтевідео                  | Уругвай              | 0 – 0                   | Еквадор           | Відбір до ЧС 2010               | -    |            |
| 11-10-2008 | Буенос-Айрес                | Аргентина            | 2 – 1                   | Уругвай           | Відбір до ЧС 2010               | -    | 32'        |
| 19-11-2008 | Сен-Дені                    | Франція              | 0 – 0                   | Уругвай           | товариський матч                | -    | 18'        |
| 11-2-2009  | Триполі                     | Лівія                | 2 – 3                   | Уругвай           | товариський матч                | -    | 81'        |
| 28-3-2009  | Монтевідео                  | Уругвай              | 2 – 0                   | Парагвай          | Відбір до ЧС 2010               | -    | 81'        |
| 1-4-2009   | Сантьяго                    | Чилі                 | 0 – 0                   | Уругвай           | Відбір до ЧС 2010               | -    |            |
| 6-6-2009   | Монтевідео                  | Уругвай              | 0 – 4                   | Бразилія          | Відбір до ЧС 2010               | -    |            |
| 10-6-2009  | Пуерто-Ордас                | Венесуела            | 2 – 2                   | Уругвай           | Відбір до ЧС 2010               | -    |            |
| 12-8-2009  | Алжир (місто)               | Алжир                | 1 – 0                   | Уругвай           | товариський матч                | -    | 75'        |
| 5-9-2009   | Ліма                        | Перу                 | 1 – 0                   | Уругвай           | Відбір до ЧС 2010               | -    | 89'        |
| 14-11-2009 | Сан-Хосе                    | Коста-Рика           | 0 – 1                   | Уругвай           | Відбір до ЧС 2010               | -    | 55'        |
| 18-11-2009 | Монтевідео                  | Уругвай              | 1 – 1                   | Коста-Рика        | Відбір до ЧС 2010               | -    |            |
| 3-3-2010   | Санкт-Галлен                | Швейцарія            | 1 – 3                   | Уругвай           | товариський матч                | -    |            |
| 26-5-2010  | Монтевідео                  | Уругвай              | 4 – 1                   | Ізраїль           | товариський матч                | -    |            |
| 11-6-2010  | Кейптаун                    | Уругвай              | 0 – 0                   | Франція           | ЧС 2010 - 1-й етап              | -    |            |
| 16-6-2010  | Преторія                    | ПАР                  | 0 – 3                   | Уругвай           | ЧС 2010 - 1-й етап              | -    |            |
| 26-6-2010  | Порт-Елізабет               | Уругвай              | 2 – 1                   | Південна Корея    | ЧС 2010 - 1/8 фіналу            | -    | 46'        |
| 6-7-2010   | Кейптаун                    | Уругвай              | 2 – 3                   | Нідерланди        | ЧС 2010 - півфінал              | -    |            |
| 10-7-2010  | Порт-Елізабет               | Уругвай              | 2 – 3                   | Німеччина         | ЧС 2010 - матч за 3-тє місце    | -    | 4-те місце |
| 29-3-2011  | Дублін                      | Ірландія             | 2 – 3                   | Уругвай           | товариський матч                | -    |            |
| 29-5-2011  | Зінсгайм                    | Німеччина            | 2 – 1                   | Уругвай           | товариський матч                | -    |            |
| 8-6-2011   | Монтевідео                  | Уругвай              | 1 – 1                   | Нідерланди        | товариський матч                | -    |            |
| 24-7-2011  | Буенос-Айрес                | Уругвай              | 3 – 0                   | Парагвай          | Копа Америка 2011 - Фінал       | -    | 88'        |
| 2-9-2011   | Харків                      | Україна              | 2 – 3                   | Уругвай           | товариський матч                | -    |            |
| 7-10-2011  | Монтевідео                  | Уругвай              | 4 – 2                   | Болівія           | Відбір до ЧС 2014               | -    |            |
| 11-10-2011 | Асунсьйон                   | Парагвай             | 1 – 1                   | Уругвай           | Відбір до ЧС 2014               | -    | 18'        |
| 11-11-2011 | Монтевідео                  | Уругвай              | 4 – 0                   | Чилі              | Відбір до ЧС 2014               | -    |            |
| 15-11-2011 | Рим                         | Італія               | 0 – 1                   | Уругвай           | товариський матч                | -    |            |
| 29-2-2012  | Бухарест                    | Румунія              | 1 – 1                   | Уругвай           | товариський матч                | -    | 78'        |
| 25-5-2012  | Москва                      | Росія                | 1 – 1                   | Уругвай           | товариський матч                | -    |            |
| 2-6-2012   | Монтевідео                  | Уругвай              | 1 – 1                   | Венесуела         | Відбір до ЧС 2014               | -    |            |
| 10-6-2012  | Монтевідео                  | Уругвай              | 4 – 2                   | Перу              | Відбір до ЧС 2014               | -    |            |
| 15-8-2012  | Гавр                        | Франція              | 0 – 0                   | Уругвай           | товариський матч                | -    |            |
| 7-9-2012   | Барранкілья                 | Колумбія             | 4 – 0                   | Уругвай           | Відбір до ЧС 2014               | -    |            |
| 11-9-2012  | Монтевідео                  | Уругвай              | 1 – 1                   | Еквадор           | Відбір до ЧС 2014               | -    |            |
| 12-10-2012 | Мендоса                     | Аргентина            | 3 – 0                   | Уругвай           | Відбір до ЧС 2014               | -    | 79'        |
| 14-11-2012 | Гданськ                     | Польща               | 1 – 3                   | Уругвай           | товариський матч                | -    |            |
| 6-2-2013   | Доха                        | Іспанія              | 3 – 1                   | Уругвай           | товариський матч                | -    |            |
| 22-3-2013  | Монтевідео                  | Уругвай              | 1 – 1                   | Парагвай          | Відбір до ЧС 2014               | -    | 36'        |
| 26-3-2013  | Сантьяго                    | Чилі                 | 2 – 0                   | Уругвай           | Відбір до ЧС 2014               | -    |            |
| 11-6-2013  | Пуерто-Ордас                | Венесуела            | 0 – 1                   | Уругвай           | Відбір до ЧС 2014               | -    |            |
| 16-6-2013  | Ресіфі                      | Іспанія              | 2 – 1                   | Уругвай           | Кубок Конфедерацій              | -    |            |
| 20-6-2013  | Салвадор (Бразилія)         | Нігерія              | 1 – 2                   | Уругвай           | Кубок Конфедерацій              | -    |            |
| 26-6-2013  | Белу-Оризонті               | Бразилія             | 2 – 1                   | Уругвай           | Кубок Конфедерацій              | -    |            |
| 30-6-2013  | Салвадор (Бразилія)         | Уругвай              | 2 – 2 д.ч. (2 - 3 п.п.) | Італія            | Кубок Конфедерацій              | -    |            |
| 14-8-2013  | Повіт Міяґі                 | Японія               | 2 – 4                   | Уругвай           | товариський матч                | -    | 80'        |
| 6-9-2013   | Ліма                        | Перу                 | 1 – 2                   | Уругвай           | Відбір до ЧС 2014               | -    | 47'        |
| 11-10-2013 | Кіто                        | Еквадор              | 1 – 0                   | Уругвай           | Відбір до ЧС 2014               | -    |            |
| 15-10-2013 | Монтевідео                  | Уругвай              | 3 – 2                   | Аргентина         | Відбір до ЧС 2014               | -    |            |
| 13-11-2013 | Амман                       | Йорданія             | 0 – 5                   | Уругвай           | Відбір до ЧС 2014               | -    |            |
| 20-11-2013 | Монтевідео                  | Уругвай              | 0 – 0                   | Йорданія          | Відбір до ЧС 2014               | -    | 90+2'      |
| 5-3-2014   | Клагенфурт-ам-Вертерзеє     | Австрія              | 1 – 1                   | Уругвай           | товариський матч                | -    |            |
| 4-6-2014   | Монтевідео                  | Уругвай              | 2 – 0                   | Словенія          | товариський матч                | -    | 46'        |
| 14-6-2014  | Форталеза                   | Уругвай              | 1 – 3                   | Коста-Рика        | ЧС 2014 - 1-й етап              | -    |            |
| 19-6-2014  | Сан-Паулу                   | Уругвай              | 2 – 1                   | Англія            | ЧС 2014 - 1-й етап              | -    | кап. 9'    |
| 24-6-2014  | Натал (Ріу-Гранді-ду-Норті) | Італія               | 0 – 1                   | Уругвай           | ЧС 2014 - 1-й етап              | 1    | кап.       |
| 28-6-2014  | Ріо-де-Жанейро              | Колумбія             | 2 – 0                   | Уругвай           | ЧС 2014 - 1/8 фіналу            | -    | кап.       |
| 5-9-2014   | Саппоро                     | Японія               | 0 – 2                   | Уругвай           | товариський матч                | -    | кап.       |
| 8-9-2014   | Коян                        | Південна Корея       | 0 – 1                   | Уругвай           | товариський матч                | -    | кап.       |
| 13-10-2014 | Маскат                      | Оман                 | 0 – 3                   | Уругвай           | товариський матч                | -    | кап.       |
| 13-11-2014 | Монтевідео                  | Уругвай              | 3 – 3 (6-7 п.п.)        | Коста-Рика        | товариський матч                | -    | кап.       |
| 19-11-2014 | Сантьяго                    | Чилі                 | 1 – 2                   | Уругвай           | товариський матч                | -    | кап.       |
| 28-3-2015  | Агадір (місто)              | Марокко              | 0 – 1                   | Уругвай           | товариський матч                | -    | кап.       |
| 6-6-2015   | Монтевідео                  | Уругвай              | 5 – 1                   | Гватемала         | товариський матч                | -    | кап.       |
| 13-6-2015  | Антофагаста (місто)         | Уругвай              | 1 – 0                   | Ямайка            | Копа Америка 2015 - 1-й етап    | -    | кап. 84'   |
| 16-6-2015  | Ла-Серена (Чилі)            | Аргентина            | 1 – 0                   | Уругвай           | Копа Америка 2015 - 1-й етап    | -    | кап. 65'   |
| 24-6-2015  | Сантьяго                    | Чилі                 | 1 – 0                   | Уругвай           | Копа Америка 2015 - чвертьфінал | -    | кап.       |
| 4-9-2015   | Панама                      | Панама               | 0 – 1                   | Уругвай           | товариський матч                | -    | кап.       |
| 8-9-2015   | Сан-Хосе                    | Коста-Рика           | 1 – 0                   | Уругвай           | товариський матч                | -    | кап.       |
| 8-10-2015  | Ла-Пас                      | Болівія              | 0 – 2                   | Уругвай           | Відбір до ЧС 2018               | 1    | кап.       |
| 13-10-2015 | Монтевідео                  | Уругвай              | 3 – 0                   | Колумбія          | Відбір до ЧС 2018               | 1    | кап.       |
| 12-11-2015 | Кіто                        | Еквадор              | 2 – 1                   | Уругвай           | Відбір до ЧС 2018               | -    | кап. 86'   |
| 18-11-2015 | Монтевідео                  | Уругвай              | 3 – 0                   | Чилі              | Відбір до ЧС 2018               | 1    | кап. 22'   |
| 6-6-2016   | Фінікс                      | Мексика              | 3 – 1                   | Уругвай           | Копа Америка 2016 - 1-й етап    | 1    | кап. 84'   |
| 10-6-2016  | Філадельфія                 | Уругвай              | 0 – 1                   | Венесуела         | Копа Америка 2016 - 1-й етап    | -    | кап.       |
| 14-6-2016  | Санта-Клара                 | Уругвай              | 3 – 0                   | Ямайка            | Копа Америка 2016 - 1-й етап    | -    | кап.       |
| 2-9-2016   | Мендоса                     | Аргентина            | 1 – 0                   | Уругвай           | Відбір до ЧС 2018               | -    | кап.       |
| 7-9-2016   | Монтевідео                  | Уругвай              | 4 – 0                   | Парагвай          | Відбір до ЧС 2018               | -    | кап.       |
| 7-10-2016  | Монтевідео                  | Уругвай              | 3 – 0                   | Венесуела         | Відбір до ЧС 2018               | -    | кап.       |
| 11-10-2016 | Барранкілья                 | Колумбія             | 2 – 2                   | Уругвай           | Відбір до ЧС 2018               | -    | кап.       |
| 11-11-2016 | Монтевідео                  | Уругвай              | 2 – 1                   | Еквадор           | Відбір до ЧС 2018               | -    | кап.       |
| 24-3-2017  | Монтевідео                  | Уругвай              | 1 – 4                   | Бразилія          | Відбір до ЧС 2018               | -    |            |
| 29-3-2017  | Ліма                        | Перу                 | 2 – 1                   | Уругвай           | Відбір до ЧС 2018               | -    |            |
| 1-9-2017   | Монтевідео                  | Уругвай              | 0 – 0                   | Аргентина         | Відбір до ЧС 2018               | -    |            |
| 6-9-2017   | Асунсьйон                   | Парагвай             | 1 – 2                   | Уругвай           | Відбір до ЧС 2018               | -    |            |
| 5-10-2017  | Сан-Кристобаль              | Венесуела            | 0 – 0                   | Уругвай           | Відбір до ЧС 2018               | -    |            |
| 11-10-2017 | Монтевідео                  | Уругвай              | 4 – 2                   | Болівія           | Відбір до ЧС 2018               | -    | 1 автогол  |
| 14-11-2017 | Відень                      | Австрія              | 2 – 1                   | Уругвай           | товариський матч                | -    |            |
| 23-3-2018  | Наньнін                     | Уругвай              | 2 – 0                   | Чехія             | товариський матч                | -    |            |
| 26-3-2018  | Наньнін                     | Уругвай              | 1 – 0                   | Уельс             | товариський матч                | -    |            |
| 8-6-2018   | Монтевідео                  | Уругвай              | 3 – 0                   | Узбекистан        | товариський матч                | -    |            |
| 15-6-2018  | Єкатеринбург                | Єгипет               | 0 – 1                   | Уругвай           | ЧС 2018 - 1-й етап              | -    | кап.       |
| 20-6-2018  | Ростов-на-Дону              | Уругвай              | 1 – 0                   | Саудівська Аравія | ЧС 2018 - 1-й етап              | -    | кап.       |
| 25-6-2018  | Самара                      | Уругвай              | 3 – 0                   | Росія             | ЧС 2018 - 1-й етап              | -    | кап.       |
| 30-6-2018  | Сочі                        | Уругвай              | 2 – 1                   | Португалія        | ЧС 2018 - 1/8 фіналу            | -    | кап.       |
| 6-7-2018   | Нижній Новгород             | Уругвай              | 0 – 2                   | Франція           | ЧС 2018 - чвертьфінал           | -    | кап.       |
| 7-9-2018   | Лос-Анджелес                | Мексика              | 1 – 4                   | Уругвай           | товариський матч                | -    | кап.       |
| 12-10-2018 | Сеул                        | Південна Корея       | 2 – 1                   | Уругвай           | товариський матч                | -    | кап.       |
| 16-10-2018 | Сайтама                     | Японія               | 4 – 3                   | Уругвай           | товариський матч                | -    | кап.       |
| 22-3-2019  | Наньнін                     | Узбекистан           | 0 – 3                   | Уругвай           | товариський матч                | -    | кап. 63'   |
| 25-3-2019  | Наньнін                     | Таїланд              | 0 – 4                   | Уругвай           | товариський матч                | -    | кап. 70'   |
| 7-6-2019   | Монтевідео                  | Уругвай              | 3 – 0                   | Панама            | товариський матч                | -    | кап.       |
| 16-6-2019  | Белу-Оризонті               | Уругвай              | 4 – 0                   | Еквадор           | Копа Америка 2019 - 1-й етап    | -    | кап.       |
| 20-6-2019  | Порту-Алегрі                | Уругвай              | 2 – 2                   | Японія            | Копа Америка 2019 - 1-й етап    | -    | кап.       |
| 24-6-2019  | Ріо-де-Жанейро              | Чилі                 | 0 – 1                   | Уругвай           | Копа Америка 2019 - 1-й етап    | -    | кап.       |
| 29-6-2019  | Салвадор                    | Уругвай              | 0 – 0 (4 – 5 п.п.)      | Перу              | Копа Америка 2019 - чвертьфінал | -    | кап. 33'   |
| 12-10-2019 | Монтевідео                  | Уругвай              | 1 – 0                   | Перу              | товариський матч                | -    | кап.       |
| 15-10-2019 | Ліма                        | Перу                 | 1 – 1                   | Уругвай           | товариський матч                | -    | кап.       |
| 15-11-2019 | Будапешт                    | Угорщина             | 1 – 2                   | Уругвай           | товариський матч                | -    | кап.       |
| 18-11-2019 | Тель-Авів                   | Аргентина            | 2 – 2                   | Уругвай           | товариський матч                | -    | кап. 52'   |
| Усього     |                             | Матчів (1 місце)     | 135                     |                   | Голів                           | 8    |            |

## Титули і досягнення
«Атлетіко» (Мадрид)
- Чемпіон Іспанії: 2013-14
- Володар Кубка Іспанії: 2012-13
- Володар Суперкубка Іспанії: 2014
- Переможець Ліги Європи: 2011-12, 2017-18
- Володар Суперкубка УЄФА: 2010, 2012

«Атлетіку Мінейру»
- Володар Суперкубка Бразилії: 2022
- Переможець Ліги Мінейро: 2022

Збірна Уругваю
- Володар Кубка Америки: 2011